# China Grove (Carolina del Nord)
China Grove és una població dels Estats Units a l'estat de Carolina del Nord. Segons el cens del 2000 tenia 3.616 habitants.

## Demografia
Segons el cens del 2000, China Grove tenia 3.616 habitants, 1.388 habitatges i 999 famílies. La densitat de població era de 712,3 habitants per km².
Dels 1.388 habitatges en un 34,1% hi vivien nens de menys de 18 anys, en un 53,7% hi vivien parelles casades, en un 13,2% dones solteres, i en un 28% no eren unitats familiars. En el 24,9% dels habitatges hi vivien persones soles l'11,5% de les quals corresponia a persones de 65 anys o més que vivien soles. El nombre mitjà de persones vivint en cada habitatge era de 2,58 i el nombre mitjà de persones que vivien en cada família era de 3,05.
Per edats la població es repartia de la següent manera: un 25,6% tenia menys de 18 anys, un 9,9% entre 18 i 24, un 29,9% entre 25 i 44, un 21% de 45 a 60 i un 13,6% 65 anys o més.
L'edat mediana era de 35 anys. Per cada 100 dones de 18 o més anys hi havia 92,7 homes.
La renda mediana per habitatge era de 36.580 $ i la renda mediana per família de 40.402 $. Els homes tenien una renda mediana de 29.167 $ mentre que les dones 21.932 $. La renda per capita de la població era de 17.040 $. Entorn del 10,2% de les famílies i el 12,8% de la població estaven per davall del llindar de pobresa.

## Poblacions més properes
El següent diagrama mostra les poblacions més properes.